# Togo na Letnich Igrzyskach Olimpijskich 1996
Togo na Letnich Igrzyskach Olimpijskich 1996 reprezentowało 5 zawodników (sami mężczyźni). Był to 5 start reprezentacji Togo na letnich igrzyskach olimpijskich.

## Skład kadry

### Lekkoatletyka
Mężczyźni
- Koukou Franck Amégnigan – bieg na 100 m – odpadł w eliminacjach
- Boevi Lawson – bieg na 200 m – odpadł w eliminacjach
- Kossi Akoto – bieg na 400 m – odpadł w eliminacjach
- Téko Folligan, Boevi Lawson, Justin Ayassou, Kossi Akoto, – sztafeta 4 x 100 m – odpadli w eliminacjach